# 舛岡圭司
舛岡圭司（ますおか けいじ、1971年9月1日 - ）は、大阪府堺市出身のドラマー。血液型O型。

## 来歴・人物
16歳よりドラムを始める。高校卒業後、シャ乱Qの前身バンドの一つ「シャッターズ」にまことの後任として加入、しゅうと共に活動。バンド活動と並行して東原力哉に師事。23歳で上京。島村英二のアシスタントを1年間務める。
1998年、aikoのバックバンドに参加。
2000年、さいたまスーパーアリーナで行われた蜷川幸雄 演出「火の鳥」にパーカッションで参加。
2010年、セイジョーミュージックスクールでドラム講師を務める。
2013年、藤あや子のバックバンドに参加。
2023年6月17日、千葉市民会館にて初のドラムソロコンサート開催

## TV・MV参加
- ポルノグラフィティ
- EXILE
- コブクロ
- 平井堅
- Do As Infinity
- Chara
- HOUND DOG
- 相川七瀬
- 19
- 井手麻理子
- 東龍太郎
- 上戸彩
- shela
- 今野登茂子

## ライブ・レコーディング参加
- aiko
- Samarie
- 京田未歩
- 新谷さなえ
- 大木彩乃
- De-LAX
- 茂木ミユキ
- Miz
- 河辺千恵子
- SADS
- michelle143
- 高橋瞳
- みつき
- KAB.
- MAY
- 森翼
- Jimang
- 笹川美和
- 向井成一郎
- スフィア
- 平野綾
- BLACK VELVET
- 戸松遥
- 高垣彩陽
- M.O.E.
- 斎賀みつき
- JOKER
- ELEKITER ROUND φ
- 恵比寿マスカッツ
- 城南海
- 藤あや子
- 伍代夏子
- 三山ひろし
- つるの剛士
- ORβIT

## 映像参加作品
- aiko
  - 「Love Like Pop」
  - 「ウタウイヌ」
- SADS
  - 「131DAYS」
  - 「03.06.11 Zepp Tokyo ~sads 2003 tour "13" -Thirteen-」
- 平野綾「AYA HIRANO Special LIVE 2010 〜Kiss me〜」
- MARINE SUPER WAVE LIVE SERIES
  - BLACK VELVET / ELEKITER ROUND φ「2011」
  - BLACK VELVET / ELEKITER ROUND φ / M.O.E. / 斎賀みつき feat. JUST「R 2011」
  - BLACK VELVET / ELEKITER ROUND φ / M.O.E. / 斎賀みつき feat. JUST「2012」
  - BLACK VELVET / ELEKITER ROUND φ / D.A.T 「2013」
  - BLACK VELVET / ELEKITER ROUND φ / D.A.T 「2014」
  - BLACK VELVET / ELEKITER ROUND φ / D.A.T 「2015」
  - BLACK VELVET / ELEKITER ROUND φ / D.A.T 「2016」
- WILD ADAPTER 「最遊記＋WILD ADAPTER　Dice&Guns」
- 藤あや子 「デビュー25周年記念　藤あや子特別公演　滝の白糸 / オンステージ2013〜ひと夏の歌華〜」
- ELEKITER ROUND φ
  - 「2nd.ワンマンライブ「HEAVEN OF NOISE 2014～絶～」
  - 「3rd.ワンマンライブ「HEAVEN OF NOISE 2015ツアー ～雪月花～」」

## 雑誌
- リットーミュージック「リズム&ドラム・マガジン」2011年12月号[4]